# Elizabethtown
Elizabethtown (en Hispanoamérica Todo sucede en Elizabethtown) es una película de 2005 escrita y dirigida por Cameron Crowe y protagonizada por Kirsten Dunst y Orlando Bloom.

## Sinopsis
El protagonista, Drew Baylor (Orlando Bloom), es un joven y exitoso diseñador de calzado deportivo que dedicó ocho años de su vida a crear un nuevo modelo de zapatilla, en la que la gran empresa en la que trabaja ha decidido invertir fortunas. Cuando su modelo resulta un fiasco total en las ventas y hace perder miles de millones de dólares a su empresa, Drew no solo es despedido, sino también obligado por su jefe a asumir toda la responsabilidad del fracaso ante la prensa. 
Asimismo, es abandonado por su novia Ellen (Jessica Biel), quien también trabaja en la compañía y se había enamorado de él cuando se había convertido en uno de los protegidos de la gerencia. Sin embargo, cuando ella se percata del fracaso de Drew, comienza a tratarlo con indiferencia, de manera que la relación decae. 
En medio de esta situación patética, con una severa depresión al creerse un inútil y que nada podrá salirle bien a pesar de ser el llamado hombre exitoso de su familia, Drew se prepara para suicidarse, pero una llamada telefónica de su hermana lo detiene: su padre ha muerto mientras visitaba familiares en su pueblo natal, Elizabethtown, Kentucky, y por ser el hermano mayor debe ir a buscar su cuerpo y arreglar los detalles de su entierro, ya que la familia odia a la madre de este, Hollie Baylor (Susan Sarandon). 
En el solitario avión en el que viaja desde California y Kentucky, para buscar a su padre con un traje azul para su entierro, se encuentra con la azafata Claire Colburn (Kirsten Dunst), quien entabla una conversación con él. Drew no se muestra muy interesado en la charla, ya que sigue consternado por el fallecimiento de su padre, Mitch, con quien había dejado de comunicarse durante años. Claire insiste y se entera parcialmente de lo que le aconteció a Drew y finalmente se da cuenta de que el padre de este ha muerto, pero no le deja ver que lo sabe.  
Claire informa a Drew de todas las precauciones que debe tomar para llegar al pueblo de Elizabethtown, pues los caminos que llevan a este pueblo son confusos y puede perderse con facilidad. Es por eso que le diseña un croquis en una tarjeta, a la que Drew no le da mayor importancia. Al bajar del avión, Claire toma una foto mental de Drew, de quien se ha quedado enganchada. Drew olvida todas las instrucciones de Claire, termina perdido en el camino y tiene que volver al principio. 
Una vez en Elizabethtown, Drew es recibido con gran entusiasmo por la familia de su padre, que ya tiene organizados todos los detalles de su entierro. Pero, cuando se comunica con su madre, Hollie (Susan Sarandon), esta insiste en que los restos mortuorios de Mitch sean incinerados y llevados a California, lo cual genera polémica entre los miembros de la familia del padre de Drew en Kentucky, un héroe de guerra de su pueblo natal, que nunca se llevó bien con Hollie. 
Entretanto, Drew se instala en un hotel de la ciudad y recibe la llamada de su novia Ellen, quien termina con él y le cuelga el celular, pero luego inicia una conversación con Claire por celular y conversan durante horas, pues hay mucha química entre ellos, además que Claire parece tener las respuestas a todos los porqués de Drew. Entonces ambos se enamoran poco a poco, ella le muestra el lado positivo de la vida y le enseña a reírse de lo malo que se le presenta, a aceptarlo y seguir adelante en la vida. 
Al final, no entregaron el traje azul especial a tiempo para la cremación, los restos son cremados, y el traje especial es enterrado en el cementerio, con el ataúd que su familia había comprado, logrando un acuerdo favorable para todos, Drew se da cuenta de sus sentimientos hacia Claire, pero esta le hace ver que tiene que aprender a superar muchos miedos antes de poder iniciar una relación.
Después de una serie de desencuentros, ella le propone que él realice un viaje solo por todo Estados Unidos en la carretera para descubrirse a sí mismo, para lo cual le proporciona un estrafalario itinerario con música para cada lugar y cosas que hacer para disfrutar el viaje, mientras libera las cenizas de su padre por la ventana. Drew sigue el mapa a casa, esparciendo las cenizas de su padre en sitios memorables hasta que el mapa le da una opción, para seguir el mapa o para seguir nuevas direcciones.
Al final de la película, Drew descubre que todas las cosas que ocurren, buenas o malas, son parte de la vida y que todas en conjunto lo convierten en quien es. Es entonces cuando se reencuentra con Claire al final del viaje y se besan en un mercado típico.

## Banda sonora
La banda sonora de la película fue producida por Ryan Adams. También participó la esposa del director Cameron, Nancy Wilson.